# 漢語敬語
中文敬语，或汉语敬语，也稱作敬辭、謙辭、婉辭、客套語、雅语，是指能够表达自嘲，尊重，礼貌，谦让的汉语词汇，表达方式以及构词造句方式。需要注意的是，因特定场景与语境的不同，有部分敬语可能也表达厌恶，蔑视等负面情感。此外，在汉语敬语中，通过不断添加，改变修饰词，甚至改变句子结构，能够相应地表现不同程度的尊重与谦卑（参见下方示例)。
敬语在中国古代，尤其在上层社会中的使用十分普遍。在现代汉语中，已有很大一部古代敬语不再使用。另外，在新文化运动等推广白话文以及消灭传统文化运动的推动下，古代汉语中的敬语在近代也随之式微。
尽管如此，现代中文仍在很大程度上，尤其于书面语中，保留了大量敬语。加之世界华人圈内，对于汉文化复兴的意识逐渐加强，当代诸多汉语文学，电视或电影作品中也经常会使用古典敬语。相比而言，中文敬语与其它东亚文化圈内语言的敬语有很大区别。在诸如日语，韩语等语言当中，敬语一般有一套系统的规则，并主要通过时态，固定词缀或单词形式的改变来体现，而在汉语中，则是通过繁杂的修饰词，并主要通过以下三点来实现敬语的表达，相对复杂而缺乏规律：
1. 通过使用敬辞/谦辞或赞美词的替代方法；
2. 冠以表尊敬或自谦的补语作为前缀或后缀；
3. 去除原有单词的一部分。

一般来说，用于自称的敬语会通常都会带有自嘲，或自我贬低的意义。此类敬语多称为谦称/谦辞。而对他人的称谓，尤其是对长辈或上级，则需用表现尊重，恭谨的敬辞/尊称，这也是中文敬语中的主要部分。另外，敬语还包括婉語/婉言（对于负面的事物间接委婉地表达），客套话（多用于恭维，赞许），和雅语/雅词（使用更优美的词汇）等其他修饰赞美词，以达到在表达中体现尊重，礼貌或优雅的目的。
需要注意的是，与“当代汉语”的标准语（如中国大陆：普通话，台湾：国语）相比，许多汉语分支如粤语，吴语等在发音与语法方面都有差异，相应的敬语表达也可能存在不同。

## 构成

### 主要构成
敬语主要由添加词缀的复合词，形容词，代词，或相应的专有名词构成。这些词汇，构成了汉语的绝大部分敬语。

### 动词
许多汉语动词，可以通过添加前后缀，表达出尊敬或谦卑的语气。另外某些动词也可像名词和专有名词一样，作为敬语修饰语。例如，在动词告，还，陪，劝等动词前，可以加上敬语前缀奉以形成更礼貌的版本奉告（恭敬地告诉），奉还（恭敬地归还），奉陪（恭敬地陪同），奉劝（恭谨地劝阻）。类似的还有敬语前缀恭，例如，恭贺（恭敬地祝贺），恭候（恭敬地等待），恭请（谦卑尊敬地邀请），恭迎（恭敬地欢迎）。
通常，这类敬语动词在不添加前后缀时，也能完整表达含义。但是在添加了敬语词缀或修饰后，就会起到表达敬意等效果。

### 语法
与许多语言的敬语系统不同，中文语法中并没有一套系统的规则，例如改变单词结构，或者通过时态等变形表现敬语。但是在一些特定的情况下，特别是书面语中，例如书信，政府公文，会有严格的书写规范格式，可以通过在文法上的规定，达到敬语的效果。

## 应用

### 社会阶级
在古代和当代，根据社会关系以及特定场景的不同，中文都会使用谦虚和恭敬的称呼形式来代替人称代词和对方的名字。人称代词的选择通常是遵循社会地位的高低尊卑，以及年龄资历而定。
在中国古代，人们都信奉天尊地卑的顺序，并相信人类社会从衍生而来的秩序早已由上天决定（儒家经典易经的系辞中有提及：“天尊地卑，乾坤定矣。卑高以陈，贵贱位矣”）。例如君尊臣卑，男尊女卑，夫尊妇卑（丈夫为尊，妻子为卑）和父尊子卑等。这也是贯穿中国文化的礼仪所倡导的社会秩序。因此，在对不同的人或事物时，就需要选择正确的语言。基于礼仪，“下属”或“等级更低的人”自称时通常会用谦卑的敬语，而对“等级较高者”使用尊重的敬语，以承认他们在“社会等级”中的相对位置。另一方面，“上级”也常常使用谦虚的语言来表现谦卑和美德。基于此，尊以及卑就成为了两个常见的尊称（通常用于对上等）和谦虚（通常用于对下等）的前后缀。与尊卑同理，贵，贱也是常见的敬语前后缀。贵即指拥有权力，财富和地位，相应的贱则指无权无势，地位低下，常见的用法包括：贵国，贵庚，贵公司，贱民，贱内等。
在现代汉语中，“贵”仍是常用的敬语词缀（如“贵宾”“贵客”“贵人”“贵报”“贵校”），而相应的尊，除使用场景变少，现也多与“敬”等其它字合用作尊敬的，尊贵的。表示谦卑低下的卑和贱，则已几乎不再使用。在人称上，現代標準漢語在称呼比自己“等级”更高的人时，通常会添加后缀“哥”，“姐”，“叔”，“姨”等表示尊敬和/或亲密之意，这在对方年龄长于自己时同样适用。现在也衍生除了类似于“小哥哥”，“小姐姐”之类的流行词汇。
需要注意的时，部分敬语词汇，在特定的语境和情景中，也可以表达讽刺鄙视之意，如故意称呼与自己年龄相仿的人为~叔，~姨。

### 年龄资历
在中国的传统儒家文化中，尊老爱幼是非常重要的礼仪。年少者或资历尚浅者通常需要对长辈或资历较深的人使用敬语以示表示尊重，如：前辈，师傅，长老。若两人年龄或资历相当，在许多情况下，双方也都会选择适当的谦辞以示谦卑以及对对方的尊重。对于自己或对方的亲友，也会根据这些标准，选择相应的敬语，如：令尊(您的父亲），令爱（您的女儿），高堂（您的父母），犬子（我的儿子），拙荆（我的妻子）。
在包括粤语等许多語言中，也有在称谓前加前缀阿表达晚辈对长辈的亲密，或长辈对晚辈的关爱之意，如阿婆，阿公，阿姨等。

## 示例

### 询问姓名
你姓什么？（非敬语）
請問您贵姓？ （敬语）
一般来说，使用第一种说法在日常的交流中是没有问题的。但是为表达对对方的尊敬，许多时候会用您替代你。
另外，通过不断改变句式，叠加敬语词等，这句话可以相应地表现出程度更高的尊敬程度：
1. 在句首添加敬语前缀请，加上动词问：请问您姓什么？
2. 在“您”前添加敬语前缀贵（根据习惯，此时会去掉句尾“什么”）：请问您贵姓？
3. 将请改为敢：敢问您贵姓？（多用于询问社会地位或年龄高于自己许多的长者，或极其正式的场合）

### 询问年龄
先生，你今年多少岁？（非敬语）
先生，请问您今年多少岁？（敬语）
1. 将多少岁改为贵庚：先生，请问您今年贵庚？
2. 将请改为敢，将贵庚改为高寿：先生，敢问您今年高寿？（多用于年长者，如对方父亲）

## 分类
中文敬语主要有下列分类：

### 表尊敬
敬辞：用以表示尊敬，尊重。如令，贵等：
令尊：对方的父亲

贵公司/贵所：对方所在的公司/事务所

### 表谦卑
谦辞：用以表示自谦，谦卑，谦逊等，通常以自我矮化来表示对对方的尊敬。如寒，晚，小等：
寒舍：我的家

晚辈：在长者面前的自称

小儿/女：我的儿子/女儿

### 表委婉
婉辞/婉语：对不幸的事以非直接，委婉或美化的地方式表达：
逝世：去世，死亡

挂彩：受伤

### 表客套
客套话：使用礼貌，恭维或赞美的语言来肯定对方：
久仰：仰慕很久了

不敢高攀：无法与对方相比

### 表优雅
雅辞/雅语：使用更加优雅或美好的表达来替代原有的表达：
红颜知己：女性好友

美言：帮忙说好话

请慢用：请您享用（通常用于吃饭期间）

## 敬辞和谦辞
在古代中国，人们会尽量避免使用第一人称，而使用类似第三人称的代词代指自己。通常，这类代指词可以用以显示使用者的地位，优越性以及自身，父母，同僚或亲友对自己的评价。例如，帝王出于对已故父亲的尊敬并而衍生的自称“寡人”，“孤”，借以表达自己的孝顺。
在现代汉语中，类似的代指自己的敬辞或谦辞已经很少出现，但仍在许多场合可见，如在正式场合中，使用词缀本，敝等：本校，本人，敝公司。
敬辞和谦辞是汉语敬语中最重要的组成部分，绝大部分的敬语都属于此类范畴。许多词汇也多用于修饰或美化敬辞与谦辞，例如“令堂”，“贵客”等。

## 其他敬语分类
除敬辞和谦辞外，汉语敬语还包括了数量庞大的其它类型敬语（客套话，雅语/雅辞，婉辞/婉语）。这些敬语，虽然在许多时候会表现谦虚，恭敬或美化的含义，但由于语境与情景的不同，有时会更多地表达中性，甚至负面的含义。另外，由于该类别数量庞大，释义模糊，有时可能也不被视为敬语。这类敬语，通常用作代替平庸，中性或负面的用词，以达到表示谦逊，尊重或优雅的目的，如某些特定的成语。以下是部分常见的该类敬语：
- 大驾光临：用于欢迎重要的人物的到来
- 斧正：请他人帮忙修改，指点，多用于请教文章，文件时
- 鼎力：尽全力协助
- 高就：多用于询问职业工作
- 陋见/拙见：谦逊的表达自己的意见
- 绵薄之力：谦逊地表示自身力量不足，但是会尽力提供帮助
- 作古：委婉地表示去世
- 抱恙：委婉地表示生病
- 赐教：谦逊地请人解答问题
- 洗耳恭听：准备好认真听取他人的讲话
- 芳名：女性的名字